# Jan X. (patriarcha)
Jan X. (arabsky: البطريرك يوحنا العاشر) (vlastním jménem Youhanna Yazigi; * 1. ledna 1955, Latákie) je syrský pravoslavný arcibiskup a současný patriarcha Antiochie a celého Východu.

## Život
Narodil se 1. ledna 1955 v Latákii. Jeho otec Mounah Yazigi byl učitelem arabštiny a pocházel původně z vesnice Marmarita a jeho matka Rosa roz. Moussi z Tripolisu.
Na Univerzitě Tishreen získal titul z oboru stavebnictví a roku 1978 bakalářský titul z teologie na Institutu teologie svatého Jana Damašského (Univerzita v Balamandu). Roku 1983 absolvoval teologickou fakultu Aristotelovy univerzity v Soluni se zaměřením na liturgii. Dále je absolventem Konzervatoře byzantské hudby v Soluni.
Roku 1979 byl metropolitou latákijským Jan Mansourem vysvěcen na diákona. Přijal mnišské jméno Jan. 
Roku 1981 byl jmenován lektorem Teologického institutu svatého Jana Damašského.
Roku 1983 byl metropolitou Johnem Mansourem vysvěcen na presbytera. Začal působit jako duchovní v latákijské archieparchii. Působil jako igumen Patriarchálního kláštera svatého Jiří Al Humayrah.
Roku Pyrgou byl Posvátným synodem Antiochie zvolen biskupem v Pyrgou, v oblasti známé jako An-Nasara či Al-Hosn. Dne 24. ledna 1995 získal biskupské svěcení (chirotonii).
V letech 2001-2005 působil také jako představený monastýru Naší Paní v Balamandu.
Dne 17. června 2008 jej Posvátný synod zvolil metropolitou Západní a Jižní Evropy a dne 19. srpna 2010 se stal metropolitou Evropy. V této funkci působil do 17. prosince 2012, kdy byl synodem zvolen patriarchou Antiochie a celého Východu.

## Osobní život
Je bratrem aleppského metropolity Pavla Yazigiho, který byl roku 2013 se syrským arcibiskupem Gregoriosem Yohannou Ibrahimem unesen militanty.

## Řády a vyznamenání
- Řád knížete Jaroslava Moudrého I. třídy – Ukrajina, 27. července 2013 – udělil prezident Viktor Janukovyč za vynikající církevní aktivity zaměřené na zvýšení autority pravoslaví ve světě[2]
- velkokříž Řádu Spasitele – Řecko